# Pilehaven
Pilehaven er et offentligt parkanlæg beliggende ved Sct. Ibs Gade på vestbredden af Nørresø i Viborg. Anlægget ligger på et område, der i middelalderen var ejet af munkene fra Johanniterordenen. Pilehaven blev i 2001 indrettet som det sted hvor alle nye arter af Pile-slægten der kan købes offentligt, bliver præsenteret.

## Historie
I 1285 er klosteret for første gang nævnt, og det menes at det på dette tidspunkt var nyopført. Klosterbygningerne blev opført som et firfløjet anlæg med en gård i midten, og med kirken som den nordlige fløj. I det nordøstlige hjørne var kirkegården placeret og johanniternes sygehus lå i umiddelbar nærhed af denne. Ned til søen, lige øst for kirkegården lå klosterets æblehave, og vest for Sct. Ibs Gade menes klosterets ladegård placeret. Efter at klosteret efter reformationen blev til et kongeligt len, blev bygningerne ikke brugt, bortset fra kirken der blev benyttet som domhus for Viborg. I 1578 blev bygningerne revet ned og byggematerialerne blev efterfølgende brugt ved en renovering af Viborg Domkirke og en ombygning af bispegården. I dag er klosterbygningerne helt væk, men fundamentet til klosteret er fundet ved flere udgravninger. Den mest kendte munk på klosteret var Hans Tausen.

## Etablering af park
I 1972 blev Sct. Ibs Gade udvidet og flere af de gamle og tætliggende huse blev nedrevet. Flere af grundene var kun 6 meter bredde og blev sammenlagt til Sct. Ibs Gade Parken. Flere frugttræer fra de gamle haver blev stående og er i dag markante i parken. Navnet "Pilehaven" fik anlægget efter 1995-96, da hele arealet gennemgik en stor renovering. Landskabsarkitekt Marie Vedel-Rieper og kurvemager Bent Vinkler designede flere områder af blandt andet flettede ahorn- og pilegrene.
Pilehaven blev i 2001 indrettet som det sted hvor alle nye arter af Pile-slægten der kan købes offentligt bliver præsenteret. Dette gælder buske, træer samt bunddækkende planter. I 2002 blev hele randbeplantninger i haven renoveret med fritvoksende pilebuske. Det 42 meter lange pilehegn ud til Sct. Ibs Gade blev i foråret 2011 udskiftet med et nyt.